# Demi-sang de la Dombes
Vous lisez un « article de qualité » labellisé en 2013.
Cheval de Bresse, Demi-sang de l'Ain
Le demi-sang de la Dombes, connu également sous le nom de cheval de Bresse au Moyen Âge et de demi-sang de l'Ain, est une ancienne race de chevaux de selle française originaire de la Dombes et de la Bresse, dans l'actuel département de l'Ain. Elle y est réputée de la fin du Moyen Âge jusqu'au XVIe siècle. À la suite des réquisitions de 1799, les faibles effectifs restants sont croisés au cours du XIXe siècle avec des carrossiers du Cotentin, des Percherons, puis des Anglo-normands et des Pur-sangs. Devenu une monture militaire puis un cheval de sport, le demi-sang de la Dombes perdure jusqu'à son inclusion parmi la race nationale du selle français en 1958.
Quelques descriptions évoquent un cheval de sang assez rustique, modifié par croisement jusqu'à devenir un grand demi-sang de sport. L'élevage des chevaux de selle français, héritiers du demi-sang de l'Ain, reste traditionnel dans le département et y représente toujours une activité économique importante.

## Histoire
L'élevage du cheval est une tradition ancienne dans le département de l'Ain, en particulier dans la région naturelle de la Dombes. D'après Georges Chabot, elle y remonte aux invasions du Moyen Âge. M. O'Brien remonte pour sa part à des chevaux gallo-romains « au corps court, au rein plongeant, à l'encolure puissante et élevée, à la tête légère, à la croupe arrondie, aux membres fins et grêles ».

### Au Moyen Âge
Les Burgondes établis dans la région au Ve siècle se fournissent vraisemblablement en chevaux sur les plateaux au bord de la Saône. Plus tard, les montures issues des conquêtes sarrasines (VIe et VIIe siècles,) et des roussins importés d'Allemagne et de Suisse améliorent le gabarit du cheptel. Quoi qu'il en soit, la région se spécialise vraisemblablement dans le cheval de guerre.
Vers 1330, la qualité des « chevaux de Bresse » est remarquée. En Dombes, les haras des princes savoyards, notamment celui de Solingeu (dit haras des ducs de Savoie) créé en début du XVIe siècle et situé au-dessus du marais des Échets, sont réputés entretenus par la race orientale à la même époque. Des étalons sont fournis par ces haras. Ils donnent d'excellents reproducteurs, ces animaux sont très réputés et en particulier un étalon offert à Charles VIII de France, qui le prénomme Savoye. Ce récit provient du chroniqueur Philippe de Commynes :
« Le lundi matin, environ sept heures, sixième jour de juillet, l'an 1495, monta le noble roi à cheval et feist appeler par plusieurs fois ; je vins à lui et le trouvai armé de toutes pièces et monté sur le plus beau cheval que j'ay veu de mon temps, appelé Savoye : plusieurs disaient qu'il était cheval de Bresse ; le duc Charles de Savoie luy avait donné, et estait noir, et n'avait qu'un œil, et estait moyen cheval de bonne grandeur pour celuy qui était monté dessus. Ce cheval le montrait grand. […] Le dict seigneur avait le meilleur cheval pour luy du monde. »
— Philippe de Commynes, Récit de la Bataille de Fornoue,
Un commentateur ajoute que « ce cheval devait être admirablement beau, puisque, dans un moment si grave, il fixait toute l'attention de Commynes. Il devait être admirablement bon, puisque le roi de France en faisait son cheval de bataille, quoiqu'il fût borgne ». L'historien Guichardin précise que Savoye est plus utile au roi, par sa vivacité, que les personnes qui l'accompagnent. Ce cheval « de Bresse » est donné en présent au roi Henri VIII d'Angleterre, il aurait vécu jusqu'à l'âge avancé de quarante ans, en 1530.

### Temps modernes

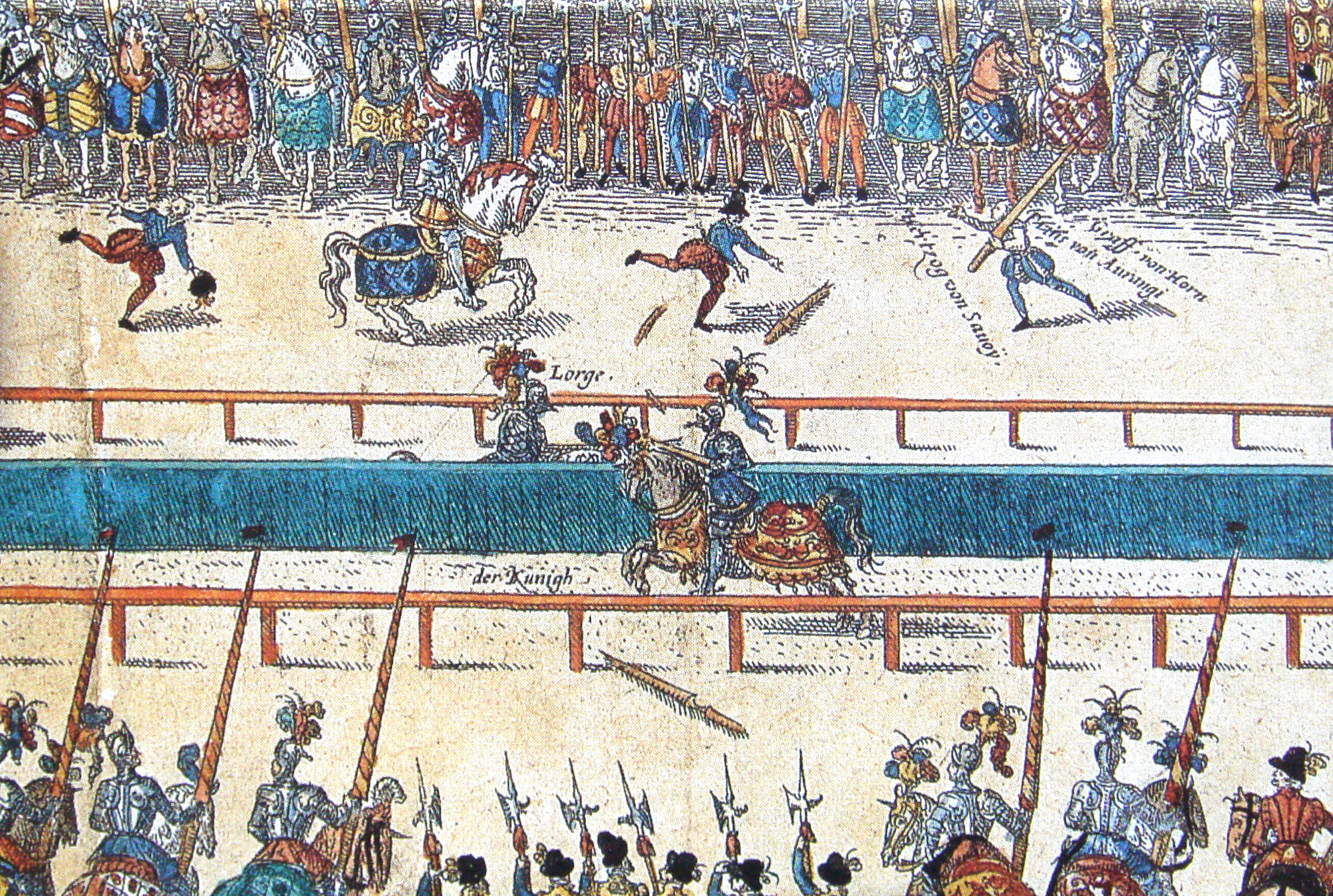
Le tournoi fatal, gravure allemande du XVI. Le cheval du roi Henri II (en bas sur la gravure) serait bressan selon certaines sources.

Le cheval sur lequel est tué le roi Henri II, dans le tournoi contre Gabriel Ier de Montgommery, est lui aussi un bressan d'après certaines sources. Il s'appellerait « le Malheureux », ce qui allait être de très mauvais présage pour le roi. Il serait d'origine turque, donné au roi par M. de Savoie.
La race de la Dombes est croisée avec des étalons orientaux sous l'impulsion des ducs de Savoie. La statistique du département de l'Ain (dressée en 1808) affirme que François Ier (à la bataille de Pavie) et Henri IV montaient des chevaux de la Dombes. François Ier aurait reçu six juments de la race « accoutrées de draps bleus semés de fleurs de lys » en 1541. Quant à Henri IV, il offre l'abbaye de Saint-Sulpice, près de Tenay, à l'un de ses serviteurs, le baron de Pardaillan. Il y fait établir un haras avec des juments de Bresse, et des étalons espagnols et allemands.
Lors du rattachement de la Bresse à la France, en 1601, ses haras sont supprimés et les chevaux sont croisés avec des étalons du Cotentin, ce qui modifie leur type primitif. Au XVIIe siècle, Colbert crée des haras royaux pour limiter les importations dans la région, plus tard Claude Bourgelat fait réorganiser l'élevage. Le haras de Fétan, à Trévoux, l'est par le comte Cachet de Garnerans.

### XIXe
Une grande réquisition en 1799 prive le département de l'Ain de la majorité de ses bons chevaux. Dans les années qui suivent, les chevaux de l'Ain sont « dégénérés », on n'élève quasiment plus que des bovins. Sous l'Empire jusqu'en 1815, les rares étalons importés dans le département proviennent surtout du haras d'Annecy. Un haras départemental est créé et fonctionne de 1818 à 1863, puis la Société hippique de l'Ain le prend en charge jusqu'en 1895. L'État offre 2 500 francs annuellement pour l'élevage dans le département, jusqu'en 1833. Dans les années 1840, la race de la Dombes tend à retrouver son ancienne renommée et au milieu du XIXe siècle, un dépôt de remonte est créé à Mâcon dans le but d'offrir un soutien financier à l'élevage dombiste.
Il achète dans un premier temps dix étalons et dix juments en Normandie. Une importation de dix étalons et juments du Cotentin a lieu en 1819 et se poursuit six ans durant. Le conseil général acquiert aussi des étalons Percherons pour l'arrondissement de Trévoux. De 1818 à 1830 (1840 selon Eugène Gayot), des étalons du Cotentin influencent le cheptel de l'Ain puis jusqu'en 1845, des Percherons et des Anglo-normands font la monte en alternance,. Les résultats sont considérés comme excellents. Deux étalons laissent plus particulièrement leur empreinte sur le cheptel : l'Anglo-normand Zammor et le demi-sang Héros. Ces chevaux locaux sont croisés avec des étalons de Pur-sang pour donner le « demi-sang de l'Ain ». À partir des années 1880, les conditions d'élevage évoluent nettement. Plutôt que d'entraver les animaux pour leur permettre de pâturer autour d'étangs sans les perdre, ce qui entraînait des blessures des membres, des pâtures sont clôturées et les progrès de l'agriculture permettent d'enrichir l'alimentation du cheptel.

### XXe

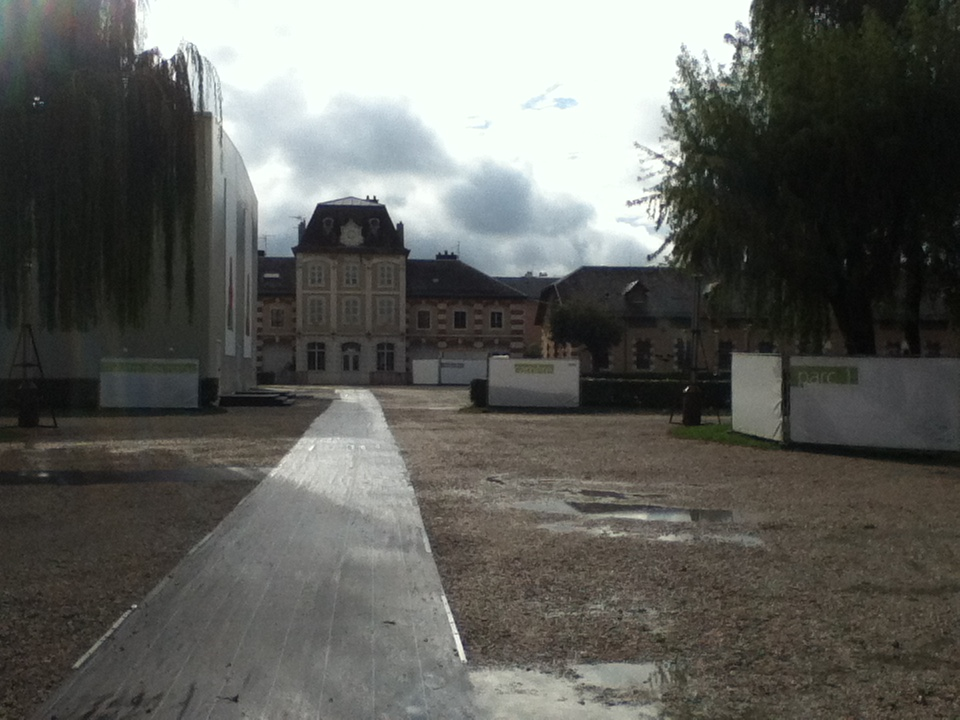
Le haras national d'Annecy, chargé de la gestion du demi-sang de la Dombes au XX.

Durant tout le XXe siècle, le haras national d'Annecy prend en charge la gestion de ces chevaux. Des achats d'étalons reproducteurs de haut niveau sont organisés mais la modernisation des armées, des transports et de l'agriculture obligent à réorganiser toute la filière. En 1914, les chevaux de type demi-sang destinés à la remonte militaire représentent 71 % du cheptel total des animaux au nord-ouest de la Dombes. Le demi-sang de la Dombes a gagné en aplombs[pas clair], mais perdu en sang et en influx nerveux
La crise démarre réellement dans les années 1925 à 1930, alors que les meilleurs demi-sangs partent à la remonte[pas clair] et les moins bons à l'attelage pour les locaux. Le seul débouché possible devient la boucherie, ce qui favorise l'élevage du cheval de trait au détriment du demi-sang. Cette situation est aggravée par la Seconde Guerre mondiale, qui rend le cheval de trait recherché. Les chevaux de la Dombes restent assez importants numériquement pour exercer une influence sur la race nationale du Selle français, créée par fusion de tous les demi-sangs en 1958. En 1966 et d'après l'Institut des études rhodaniennes, l'élevage du cheval dans l'Ain serait toutefois devenu « négligeable ».
Alors que le demi-sang de l'Ain semble condamné à la disparition comme toutes les autres races françaises de ce type, un élevage réduit perdure et les meilleures souches de la race de la Dombes sont conservées jusqu'aux années 1960 et 1970, après la fusion avec le selle français réalisée en 1958. Le succès du Selle français, des loisirs et des sports équestres favorisent le maintien de l'élevage dans la région.

## Description

### Sélection

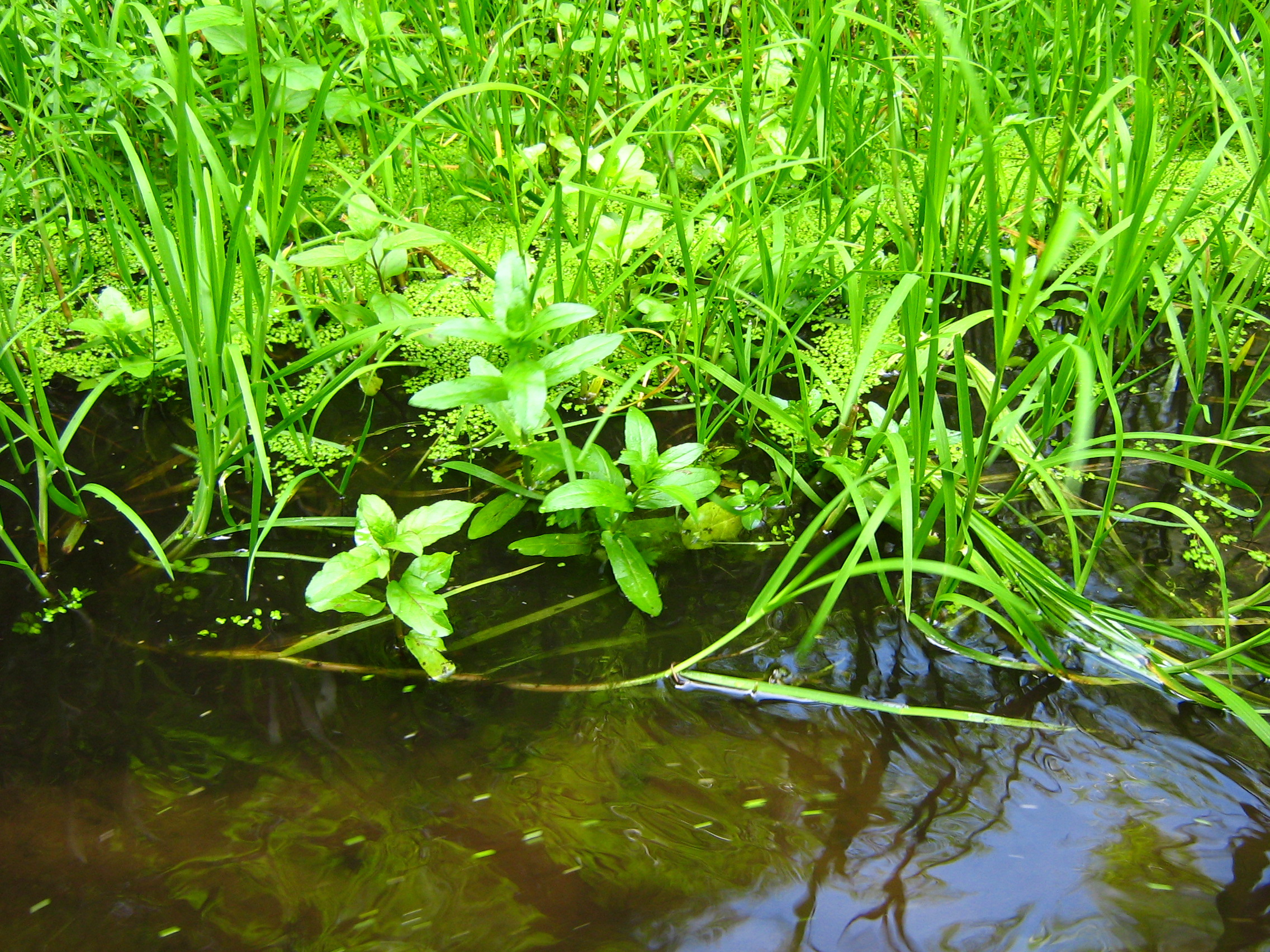
La Glyceria fluitans et le trèfle d'eau forment une grande partie de l'alimentation de ces chevaux, élevés dans des zones humides.

Les conditions d'élevage de ces chevaux ont évolué suivant les exigences de chaque époque, en particulier lorsque la région est devenue plus humide[réf. nécessaire]. La modification du régime alimentaire des animaux a entraîné la transformation de leur modèle, mais ils en ont conservé une grande rusticité. Élevées dans un état semi-sauvage, les juments poulinières de la Dombes et de la Bresse sont alors réputées lourdes et épaisses, et vivent en semi-liberté dans les bois et les étangs. Ce n'est qu'au milieu du XXe siècle que la race devient un cheval de sport. Vers 1910, les conditions d'élevage des Dombes sont considérées comme très mauvaises, donnant des chevaux « médiocres, petits, plats, enlevés, issus de poulinières déplorables », seuls quelques éleveurs qui retrempent leurs chevaux dans le sang Pur-sang et Anglo-arabe ont bonne réputation.
Dans les années 1940, certains chevaux dombistes sont toujours élevés dans des étangs, où ils pâturent la « glycérie flottante brouille », ainsi qu'une sorte de trèfle des marais. Cette alimentation particulière perdure encore de nos jours.

### Morphologie et caractère
C'est historiquement un cheval de selle, vraisemblablement typé Anglo-arabe. Les documents du milieu du XIXe siècle évoquent une taille de 1,56  à   1,60 m et une robe noire, les documents iconographiques plus récents montrant une robe alezane ou baie. Dans les années 1930, en raison des croisements avec le Pur-sang, le cheval de la Dombes est devenu un demi-sang très proche de l'Anglo-normand. En 1947, il est décrit « de taille moyenne », pesant entre 420  et   550 kg, de robe alezane ou baie, aux allures énergiques et plutôt rustique d'entretien. Lorsqu'il est fusionné avec le Selle français en 1958, c'est un grand cheval de compétition toisant de 1,60  à   1,70 m. Il est réputé élégant, « plein de vigueur, d'énergie et d'agilité ». Son caractère est bon, les poulains étant habituellement manipulés pendant l'hivernage, lorsqu'ils sont maintenus en intérieur en raison du climat rude.

## Utilisations
D'après Bernadette Lizet, la Bresse et la Dombes pratiquent l'élevage à grande échelle au XIXe siècle mais utilisent très peu le cheval pour les tâches agricoles. Le cheval de la Dombes est avant tout un animal de cavalerie, il a permis la remonte de la cavalerie légère en 1789 avec d'assez bons résultats. Jusqu'au début du XXe siècle, il est utilisé par les officiers. En 1947, la majorité des animaux issus de cet élevage est toujours à vocation militaire. Les moins bons animaux sont employés à l'attelage par les commerçants locaux, boulangers par exemple. Des chevaux d'attelage du genre artilleur sont élevés du côté de Roanne.
Ce cheval de selle est ensuite reconverti en animal de sport, adapté en particulier au saut d'obstacles, au cross-country et à la chasse à courre.

## Diffusion de l'élevage
La Dombes est au XIXe siècle la seule région française qui tire l'essentiel de ses revenus de l'élevage équin, en particulier au centre de la région. Ces animaux proviennent surtout de l'arrondissement de Trévoux. Dans les années 1820 et 1830, les poulains se vendent nombreux aux foires de Montmerle et d'Ambérieux-en-Dombes et au milieu du XIXe siècle, ces ventes procurent un revenu important, estimé à environ 200 000 francs annuels. Sur tout le XIXe siècle, l'élevage est soutenu par les courses de l'hippodrome de Châtillon-sur-Chalaronne, l'école de dressage de Villars-les-Dombes ou encore les foires de Chalamont et de Saint-André-de-Corcy (où des primes d'encouragement à l'élevage étaient attribuées). L'effectif de 20 000 chevaux environ (dont à 70 % des demi-sangs) constitue la moyenne des années 1886 à 1913. En 1910, l'Ain possède 20 630 chevaux dont 2 087 poulinières (52 produisent en trait). Un certain nombre des produits locaux sont exportés en Saône-et-Loire et dans l'Allier, où ils acquièrent du squelette et de la masse.
Le nombre de chevaux diminue très fortement avec la modernisation des transports, les demi-sangs sont estimés à seulement 700 dans la Dombes en 1946. Les meilleurs animaux sont alors exportés vers la Suisse.
De nos jours, l'élevage des selle français, héritiers du demi-sang de l'Ain, reste une activité traditionnelle en Dombes et en Bresse.  Malgré sa fusion nationale en 1958, la « race » locale est toujours connue en 1989. Le département de l'Ain compte au total 14 000 chevaux en 2012, le monde du cheval représente toujours une part importante de l'économie du département. C'est aussi le premier de la région Auvergne-Rhône-Alpes pour l'élevage des chevaux.

### Note
1. ↑  Voir la photographie d'époque en tête de cet article.

### Traduction
1. ↑  « Le matin du sixième jour du mois de juillet, Charles VIII assista à la messe et communia. À sept heures, le noble Roi, armé de toutes pièces, monta sur le plus beau cheval qu'il ait vu de son temps et le baptisa Savoye. La vivacité de ce cheval sauva la vie du Roi et il fut sacré meilleur cheval du monde par Charles VIII ».